# 布魯斯·培恩
布魯斯·馬丁·培恩（英語：Bruce Martyn Payne，1958年11月22日—），英格蘭男演員、編劇、製片人和導演，以時常在各作品中飾演反派角色而聞名，如電影《巡弋悍將》（1992年）、《超時空聖戰》（2000年）、《神龍傳奇》（2000年）和《魔龍傳奇II：仁者無敵》（2000年）。
培恩曾在皇家戏剧艺术学院受訓，並在1980年代後期被認定為英國年輕演員的「英倫派」。

## 早期生活
布魯斯·培恩生於薩里郡沃金阿德爾斯通。從小就對表演產生了興趣。14 歲時被診斷出患有輕微的脊柱裂，到16歲時需要手術來矯正。培恩在手術後住院六個月。培恩繼續在學校學習，儘管在那段時間與一名星探接觸。畢業後就讀國家青年劇院兩季度。此外，他還忙於愛丁堡國際藝穗節一季度。然後他為幾家小間的表演公司試鏡，但被告知太年輕、缺乏經驗。然而，在1979年，他被錄取到了知名的RADA表演公司錄取。在被RADA錄取之前，培恩曾擔任過細木工、推銷員和景觀園丁。1981年從RADA畢業。

## 外部連結
- 布魯斯·培恩在互联网电影资料库（IMDb）上的資料（英文）